# Шалагин, Анатолий Михайлович
Анато́лий Миха́йлович Шала́гин (род. 5 июля 1943, Комсомольск-на-Амуре) — советский и российский физик. Академик РАН (2011). Являлся директором Института автоматики и электрометрии СО РАН с 2002 по 2018 и заведующим кафедрой квантовой оптики в Новосибирском государственном университете.
Специалист в области квантовой оптики, нелинейной спектроскопии и квантовой электроники. Имеет более 2000 цитирований своих работ, опубликованных в реферируемых журналах. Индекс Хирша — 20.

## Биография
В 1965 году окончил физический факультет Новосибирского государственного университета. После окончания университета работал в Красноярске в Сибирском технологическом институте. В 1966 году переходит на работу в Сибирское отделение АН СССР. Сначала работает инженером в Институте геологии и геофизики СО АН СССР, затем — в Сибирском НИИ геологии, геофизики и минерального сырья.
В 1971 году поступает в аспирантуру Института ядерной физики СО АН СССР, где обучался до 1973 года. Затем работал в Институте спектроскопии АН СССР.
С 1977 года работает в Институте автоматики и электрометрии СО АН СССР. Сначала старшим научным сотрудником, а с 1989 года — заведующим лабораторией. С 2003 года является директором института.
Одновременно занимается преподаванием в Новосибирском государственном университете. С 2002 года является заведующим кафедрой квантовой оптики.
В 1991 году избран членом-корреспондентом РАН по Секции физики, энергетики, радиоэлектроники . В 2011 году избран действительным членом РАН по Отделению физических наук и квоте Сибирского отделения РАН.
Занимает должности заместителя председателя Объединённого учёного совета по физико-техническим наукам СО РАН и председателя докторского диссертационного совета при ИАиЭ СО РАН. Является членом Учёного совета Новосибирского государственного университета. Член редакционного совета журнала «Квантовая электроника». Является главным редактором журнала «Автометрия», выпускаемого Сибирским отделением РАН.

## Научные достижения
А. М. Шалагин является автором научных работ в области квантовой оптики, нелинейной спектроскопии и квантовой электроники в лазерных полях.
А. М. Шалагин проводил исследование ряда задач взаимодействия лазерного излучения с газовыми средами. Им, в частности, выполнены пионерские работы в области спектроскопии сверхвысокого разрешения, свободной от пролётного уширения спектральных линий. В области спектроскопии А. М. Шалагин разработал теорию нелинейных резонансов с учётом всевозможных процессов релаксации.
Важным достижением А. М. Шалагина стало открытие наравне с другими газокинетическими явлениями, вызванными наличием резонансного излучения, так называемого светоиндуцированного дрейфа.
Вместе со своей научной группой А. М. Шалагин теоретически и экспериментально исследовал эффект формирования инверсии населённостей энергетических уровней при нерезонансном поглощении интенсивного лазерного излучения.
В процессе своей работы подготовил 5 кандидатов наук и 8 докторов. Также принимал участие в организации многих международных конференций и семинаров.
В 1998 году в числе семи российских физиков номинировался на Нобелевскую премию.

## Общественная позиция
В 1968 году подписал «письмо сорока шести» против нарушения законности на судебном процессе над правозащитниками в Москве в 1968 году, известном как «дело четырёх».

## Награды
- Медаль ордена «За заслуги перед Отечеством» I степени (2024)[5].
- Медаль ордена «За заслуги перед Отечеством» II степени (2008).
- Золотая медаль имени П. Н. Лебедева РАН «за цикл „Работы по светоиндуцированной газовой кинетике“» (1993).